# ベンカウ県
ベンカウ県（ベンカウけん、ベトナム語：Huyện Bến Cầu / 縣邊求?）は、ベトナム社会主義共和国タイニン省の県である。面積は264km²、人口は69,849人（2019年）である。

## 行政区画
以下の1市鎮8社から構成される。
- ベンカウ市鎮（Bến Cầu / 辺求）
- アンタイン社（An Thạnh / 安盛）
- ロイトゥアン社（Lợi Thuận / 利順）
- ロンチュー社（Long Chữ / 隆字）
- ロンザン社（Long Giang / 隆江）
- ロンカイン社（Long Khánh / 隆慶）
- ロンフオック社（Long Phước / 隆福）
- ロントゥアン社（Long Thuận / 隆順）
- ティエントゥアン社（Tiên Thuận / 先順）